# Selección femenina de fútbol sub-21 de Inglaterra
La selección femenina de fútbol sub-21 de Inglaterra, es un equipo de fútbol juvenil operado por de The Football Association. Su función principal es el desarrollo de jugadoras en preparación para la selección femenina de fútbol de Inglaterra.
Fue reinstalado como grupo de edad en 2018. Bajo el nuevo sistema, el equipo ayudará a desarrollar jugadores después de cada Mundial Sub-20. Participaron en la Copa Nórdica disputada anteriormente por los ahora desaparecidos U23, y en años fuera de la Copa del Mundo (dos veces al año) proporcionarán un programa tipo Copa del Mundo para mantener el flujo y la consistencia de la preparación para los adultos mayores de Inglaterra.

## Historia

### Comienzos
En febrero de 1987, la Asociación de Fútbol Femenino (WFA) nombró a Liz Deighan para dirigir un equipo nacional femenino sub-21. Deighan había sido un centrocampista estrella en el equipo de Inglaterra que llegó a la Competición Europea de Fútbol Femenino 1984. Cuatro años después, Deighan no fue reelegido y John Bilton asumió el cargo. El equipo se retiró poco después porque la WFA se había quedado sin dinero. Ocho de los equipos de Inglaterra en la Copa Mundial Femenina de Fútbol de 1995 habían pasado por la selección sub-21 de Deighan, incluidos Pauline Cope, Karen Burke y Louise Waller.

### Equipo sancionado por la FA
En el verano de 2004, la Asociación de Fútbol (FA) decidió reconstituir la selección sub-21 con el fin de dar a las mujeres un nivel de juego más alto y prepararlas mejor para la selección nacional completa. La directora senior del equipo, Hope Powell, llevó a cabo un campamento de cuatro días en Shropshire y anunció: "Este es un gran paso adelante para nuestros equipos internacionales y cerrará la brecha entre los niveles Sub-19 y Senior. Hemos estado observando a jugadores en este rango de edad durante los últimos seis meses y con la ayuda de los clubes creo que podemos hacer de esto un verdadero éxito". Powell instaló a su asistente de tiempo completo con el equipo senior, Brent Hills, como entrenador del equipo, que permaneció en la selección sub-21 desde 2004 hasta 2008.

### Competir como equipo sub-23
En 2008, el cambio de la selección juvenil femenina de Inglaterra pasó a la categoría Sub-23. La decisión fue adoptada por la FA en respuesta a los cambios de nivel de edad que la FIFA había realizado en su competición juvenil femenina más antigua, ahora denominada Copa Mundial Femenina de Fútbol Sub-20. Se elevó el límite de edad de un torneo sub-19 a un torneo sub-20. Este ajuste, junto con un límite de edad sub-23 recientemente introducido en la Copa Nórdica, llevó a la FA a repensar y eventualmente cambiar el equipo de desarrollo juvenil. El equipo sigue sirviendo como un trampolín para las jugadoras de la selección nacional femenina de Inglaterra.. Brent Hills explicó que se había convertido en un desafío entrar en el equipo senior: "Cuando comencé, si eras un joven de 18 años extremadamente talentoso, es posible que hayas podido ingresar al equipo senior. un ejemplo, Fara Williams. Tendría que ser la próxima Kelly Smith ahora para poder hacer eso".
Inglaterra sub-23 no tenía un hogar permanente. Cuando Inglaterra organizó un torneo en 2010, el evento se llevó a cabo en la Universidad de Warwick, donde fue posible asistir y ver sin boleto. Debido a la menor demanda en comparación con el equipo nacional femenino senior, se podrían utilizar terrenos mucho más pequeños.
El último torneo competitivo del equipo fue el Torneo de las Cuatro Naciones de 2012, en el que Inglaterra terminó en tercer lugar. También compitieron en una variedad de competencias, incluida la Copa Nórdica anual , que anteriormente era la competencia principal para este grupo de edad.

### Regreso del equipo Sub-21
Después de una revisión en septiembre de 2018, la FA anunció la fusión de los equipos sub-23 y sub-20 para reformar un grupo de menores de 21 años, que se convertiría en el nivel superior de la nueva fase de desarrollo profesional de la nación. La medida alinearía la estructura de Inglaterra con la utilizada en otros países europeos para permitir más juegos apropiados para la edad y administrar mejor el desarrollo de los jugadores individuales después de la Copa del Mundo U20 para aquellos que tienen un verdadero potencial de equipo senior. La jefa de desarrollo femenino de la FA, Kay Cossington, y el director senior del equipo, Phil Neville, destacaron la medida como una parte importante del plan más amplio a largo plazo antes de la Copa del Mundo del verano siguiente. El entonces entrenador sub-20, Mo Marley, fue anunciado como el primer entrenador en jefe del equipo.

## Elegibilidad
Aunque la mayoría de los equipos de fútbol nacionales representan un estado soberano, como miembro del Reino Unido, Inglaterra está permitido por la FIFA jurídica de mantener su propio equipo nacional que compite en todos los torneos importantes.
Cada jugador debe cumplir con las reglas de elegibilidad de la FIFA . Sin embargo, siempre que sean elegibles, los jugadores pueden jugar para Inglaterra en cualquier nivel, lo que hace posible jugar para los sub-21, la selección absoluta, y luego nuevamente para los sub-21 siempre que también cumplan con las restricciones de edad. También es posible jugar para un país a nivel juvenil y otro a nivel senior.

## Participaciones

### Copa Mundial Femenina de Fútbol Sub-20
| Año    | Resultado        | Pos.              |
| ------ | ---------------- | ----------------- |
| 2002   | Cuartos de final | 6°                |
| 2004   | No clasificó     | No clasificó      |
| 2006   | No clasificó     | No clasificó      |
| 2008   | Cuartos de final | 8°                |
| 2010   | Fase de grupos   | 13°               |
| 2012   | No clasificó     | No clasificó      |
| 2014   | Fase de grupos   | 11°               |
| 2016   | No clasificó     | No clasificó      |
| 2018   | Por el 3° lugar  | Medalla de bronce |
| 2022   | Por determinar   | Por determinar    |
| / 2024 | Por determinar   | Por determinar    |
| Total  | 5/11             | 0 títulos         |

## Equipo

### Jugadoras actuales
Los siguientes 19 jugadores fueron nombrados para el equipo para un doble partido de amistosos contra  Francia en marzo de 2020. Entrenador: Rehanne Skinner
| No. | Pos.           | Nombre           | Fecha de nacimiento (edad)         | Club                     |
|     | Portero        | Charlotte Clarke | 21 de agosto de 2000 (20 años)     | Stoke City               |
|     | Portero        | Emily Ramsey     | 16 de noviembre de 2000 (20 años)  | Manchester United        |
|     | Defensa        | Niamh Cashin     | 24 de febrero de 2000 (21 años)    | Rider Broncs             |
|     | Defensa        | Megan Finnigan   | 2 de abril de 1998 (23 años)       | Everton                  |
|     | Defensa        | Taylor Hinds     | 25 de septiembre de 1999 (21 años) | Liverpool                |
|     | Defensa        | Esme Morgan      | 18 de octubre de 2000 (20 años)    | Manchester City          |
|     | Defensa        | Mayumi Pacheco   | 25 de agosto de 1998 (22 años)     | West Ham United          |
|     | Defensa        | Poppy Pattinson  | 30 de abril de 2000 (20 años)      | Everton                  |
|     | Defensa        | Lotte Wubben-Moy | 11 de enero de 1999 (22 años)      | North Carolina Tar Heels |
|     | Centrocampista | Amelia Hazard    | 22 de octubre de 2000 (20 años)    | London Bees              |
|     | Centrocampista | Aimee Palmer     | 25 de julio de 2000 (20 años)      | Bristol City             |
|     | Centrocampista | Chloe Peplow     | 3 de diciembre de 1998 (22 años)   | Tottenham Hotspur        |
|     | Centrocampista | Connie Scofield  | 26 de mayo de 1999 (21 años)       | Birmingham City          |
|     | Centrocampista | Emily Syme       | 23 de julio de 2000 (20 años)      | Aston Villa              |
|     | Centrocampista | Ella Toone       | 2 de septiembre de 1999 (21 años)  | Manchester United        |
|     | Delantero      | Angela Addison   | 9 de diciembre de 1999 (21 años)   | Tottenham Hotspur        |
|     | Delantero      | Hannah Cain      | 11 de febrero de 1999 (22 años)    | Leicester City           |
|     | Delantero      | Niamh Charles    | 21 de junio de 1999 (21 años)      | Chelsea                  |
|     | Delantero      | Rianna Dean      | 21 de octubre de 1998 (22 años)    | Tottenham Hotspur        |

### Llamadas recientes
Los siguientes jugadores también han sido convocados para la selección sub-21 de Inglaterra en los últimos doce meses.
| Pos.           | Nombre                | Fecha de nacimiento (edad)        | Pdos. | Goles | Club                     | Última convocatoria           |
| Portero        | Sophie Baggaley       | 29 de noviembre de 1996 (24 años) | -     | -     | Bristol City             | Copa Nórdica, octubre de 2019 |
| Portero        | Hannah Hampton        | 16 de noviembre de 2000 (20 años) | -     | -     | Birmingham City          | Copa Nórdica, octubre de 2019 |
| Defensa        | Anna Patten           | 20 de abril de 1999 (21 años)     | -     | -     | South Carolina Gamecocks | v. Francia, marzo de 2020     |
| Defensa        | Georgia Eaton-Collins | 9 de junio de 2000 (20 años)      | -     | -     | Florida Gators           | Copa Nórdica, octubre de 2019 |
| Defensa        | Gabby George          | 2 de febrero de 1997 (24 años)    | -     | -     | Everton                  | Copa Nórdica, octubre de 2019 |
| Centrocampista | Amy Rodgers           | 4 de mayo de 2000 (20 años)       | -     | -     | Liverpool                | v. Francia, marzo de 2020     |
| Centrocampista | Georgia Allen         | 16 de junio de 1998 (22 años)     | -     | -     | Ipswich Town             | Copa Nórdica, octubre de 2019 |
| Delantero      | Charlie Wellings      | 18 de mayo de 1998 (22 años)      | -     | -     | Bristol City             | v. Francia, marzo de 2020     |
| Delantero      | Rinsola Babajide      | 17 de junio de 1998 (22 años)     | -     | -     | Liverpool                | Copa Nórdica, octubre de 2019 |
| Delantero      | Ellie Brazil          | 10 de enero de 1999 (22 años)     | -     | -     | Brighton & Hove Albion   | Copa Nórdica, octubre de 2019 |
| Delantero      | Lauren Hemp           | 7 de agosto de 2000 (20 años)     | -     | -     | Manchester City          | Copa Nórdica, octubre de 2019 |
| Delantero      | Alessia Russo         | 8 de febrero de 1999 (22 años)    | -     | -     | North Carolina Tar Heels | Copa Nórdica, octubre de 2019 |

## Partidos y resultados recientes

### 2019
| Torneo La Manga sub-23; 5 de abril de 2019 | Inglaterra        | 2-1 | Francia    | La Manga Club, Murcia, España |  |
| 15:00                                      | Wellings 14', 27' |     | Gago 45+1' |                               |  |

| Torneo La Manga sub-23; 7 de abril de 2019 | Inglaterra             | 2-3     | Francia                         | La Manga Club, Murcia, España |  |
| 15:00                                      | Toone 9' · Pacheco 31' | Reporte | Hasund 5', 85' · Abrahamsen 13' |                               |  |

| Torneo La Manga sub-23; 9 de abril de 2019 | Inglaterra | 1-1 | Suecia      | La Manga Club, Murcia, España |  |
| 12:00                                      | Hinds ?'   |     | de Jongh ?' |                               |  |

| Torneo Apertura Nórdico sub-23; 26 de mayo de 2019 | Inglaterra | 0-0     | Noruega | Solviksvallen, Arvika, Suecia |  |
|                                                    |            | Reporte |         |                               |  |

| Torneo Apertura Nórdico sub-23; 30 de mayo de 2019 | Inglaterra                          | 3-0 | China | Sporthälla Idrottsplats, Säffle, Suecia |  |
|                                                    | Babajide 19' · Toone 42' · Dean 80' |     |       |                                         |  |

| Torneo Apertura Nórdico sub-23; 1 de junio de 2019 | Inglaterra                                                | 4-1 | Países Bajos | Kolsvik, Sunne, Suecia |  |
|                                                    | Finnigan 21' · Wellings 45' · Carter 55' · Babajide 90+5' |     | Snoejis 56'  |                        |  |

| Torneo Nórdico; 28 de agosto de 2019 | Inglaterra | 0-5 | Suecia                                                             | Universidad de Loughborough, Loughborough, Inglaterra |  |
| 13:00                                |            |     | Angeldal ?' (pen.) · Kullashi ?', ?' (pen.) · Hed ?' · Almqvist ?' |                                                       |  |

| Torneo Nórdico; 30 de agosto de 2019 | Inglaterra | 0-1 | Estados Unidos | Universidad de Loughborough, Loughborough, Inglaterra |  |
| 13:00                                |            |     | Dorsey ?'      |                                                       |  |

| Torneo Nórdico; 2 de septiembre de 2019 | Inglaterra                                          | 4-1 | Francia     | Universidad de Loughborough, Loughborough, Inglaterra |  |
| 13:00                                   | Cain ?' · Finnigan ?' · Palmer ?' (pen.) · Toone ?' |     | Naalsund ?' |                                                       |  |

### 2020
| Amistoso; 5 de marzo de 2020 | Inglaterra | 1-0     | Francia | St George's Park, Burton, Inglaterra |  |
|                              | Dean 4'    | Reporte |         |                                      |  |

| Amistoso; 8 de marzo de 2020 | Inglaterra           | 2-0 | Francia | St George's Park, Burton, Inglaterra |  |
|                              | Charles ?' · Dean ?' |     |         |                                      |  |

| Torneo La Manga sub-23; 9 de abril de 2020 | Inglaterra | vs. | Alemania | La Manga Club, Murcia, España |  |

| Torneo La Manga sub-23; 13 de abril de 2020 | Países Bajos | vs. | Inglaterra | La Manga Club, Murcia, España |  |

- Datos: Q60769523

1. 1 2  Association, The Football. «England Women's national development team structure update». www.thefa.com (en inglés). Consultado el 5 de abril de 2021.
2. ↑  Lopez, Sue (1997). Women on the ball : a guide to women's football. Scarlet Press. p. 68. ISBN 1-85727-021-5. OCLC 36840388. Consultado el 5 de abril de 2021.
3. ↑  «Fútbol: Heatherson busca el lugar de Inglaterra». www.echo-news.co.uk. Consultado el 5 de abril de 2021.
4. ↑  Association, The Football. «U23s begin 'rigorous programme». www.thefa.com (en inglés). Consultado el 5 de abril de 2021.
5. ↑  Association, The Football. «England WU21s squad named to play double-header France at St. George's Park in March». www.thefa.com (en inglés). Consultado el 5 de abril de 2021.